# Souleymane Cissokho
Souleymane Cissokho (n. 4 iulie 1991, Dakar, Senegal) este un boxer ce a reprezentat Franța, medaliat olimpic. A participat la o ediție a Jocurilor Olimpice (2016) în care a câștigat o medalie de bronz.

## Participări
Lista de mai jos prezintă principalele competiții la care a participat Souleymane Cissokho de-a lungul carierei.
- Boxe nos Jogos Olímpicos de Verão de 2016 - Peso meio-médio masculino[*]